# Lescuraea filamentosa
Lescuraea filamentosa là một loài Rêu trong họ Leskeaceae. Loài này được (Dicks. ex With.) Lindb. mô tả khoa học đầu tiên năm 1879.